# Malassers
Malassers és una tribu de l'Índia que viu a les muntanyes Anamalai a la regió del districte de Coimbatore al Tamil Nadu. Eren una casta inferior de les planes que es va refugiar a les muntanyes en època antiga; se'ls troba principalment a la part baixa i al peu de les muntanyes.